# Akie Abe
Akie Abe (nascida Akie Matsuzaki; 10 de junho de 1962) é a viúva de Shinzō Abe, o ex-primeiro-ministro do Japão.

## Vida
Akie é considerada como uma socialite. É de uma família japonesa rica; seu pai é Akio Matsuzaki o ex-presidente da Morinaga & Co., uma das maiores empresas de confeitaria do Japão. Foi educada na Sacred Heart School, e em seguida, formou-se no Sacred Heart Professional Training College. Akie recebeu um mestrado em Design Social Studies da Universidade Rikkyo em março de 2011.
Abe trabalhou para a Dentsu Inc., a maior agência de publicidade do mundo, antes de se casar com Shinzo Abe, em 1987. No final de 1990, Abe trabalhou como disco-jóquei na rádio da cidade natal do seu marido, Shimonoseki. Tornou-se popular na área de broadcasting e ficou conhecida pelo seu nome jóquei "Akky". Também é fã de novelas sul-coreanas.